# Нови дан
Нови дан је информативна јутарња телевизијска емисија која се приказује уживо на каналима телевизије Н1 и то на свим центрима исте у Србији, Босни и Херцеговини и Хрватској. Прве емисије емитоване су 30. октобра 2014. године.